# Aploderus caelatus
Aploderus caelatus är en skalbaggsart som först beskrevs av Johann Ludwig Christian Gravenhorst 1802.  Aploderus caelatus ingår i släktet Aploderus, och familjen kortvingar. Arten är reproducerande i Sverige.